# Приключения S Николая
«Приключения S Николая» (укр. Пригоди S Миколая), рабочее название «Декабрьская сказка, или Приключения Святого Николая» — семейная комедия режиссёра Семёна Горова, премьера состоялась 13 декабря 2018 года. Лента рассказывает о приключениях второклассника Артёма и его сестры-подростка в карпатском селе накануне Дня Святого Николая.

## Сюжет
Фильм начинается в заснеженных Карпатах. По дороге едет жёлтый бус с семьёй, главными персонажами — отцом, матерью, дочерью и сыном. Сына, самого главного персонажа, зовут Артём, он второклассник, 8-ми лет. Дочь — старшая сестра, по имени Поля, шестиклассница, блоггерша. Мама — модельер, довольно агрессивная из-за их путешествия. А папа, из-за которого все это происшествие и произошло — разработчик видеоигры под названием «Святой Николай».
```
Они ехали из большого города в село в Карпатах, в дом, где папа был маленьким и жил с бабушкой. Женщину совсем не удовлетворило решение мужа, и она постоянно во время фильма на него и на видеоигру сетует. Когда они приехали, то позже произошло три проблемы: у мамы над головой прокапывала вода с крыши, Поля расстроилась из-за того, что у неё нет её комнаты, а малыш наткнулся на паука-птицееда. 
```

Впоследствии, когда папа чинил крышу, он упал с лестницы и сломал руку. Мать отвезла его в больницу, а детям приказала никому не открывать дверь. Между тем, трое бандитов, председателем которых был по прозвищу Кабан, грабили дом. Но когда приехала полиция, двое предали Кабана и скрылись с награбленным. А ещё, над Карпатами летел Святой Николай. Он вдруг услышал плач ребёнка. Это был Артём, который со слезами просил у Николая согласия в их семье. Однако Николай в лесу потерялся, и потому вызвал аварию для полицейской машины, в которой везли Кабана. Он убежал, привязав Николая к дереву, взяв его кожух и мешок с подарками, который он так и не смог открыть. Попав в дом Артёма, которого покинула Поля, чтобы посмотреть на каток, о котором ей сказал местный Орест. Он пытается привлечь внимание блоггерши, но получает отвращение.
Артём, в отличие от сестры, искренне верит в Николая, и потому не понимает, что это грабитель. Кабан фокусами ворует ценности из-под носа парня, а тот ничего не понимает. Когда приходит Поля, «Николай, детки, должен идти», но девушка заметила их ценную вещь из мешка Кабана, и поняла, что это вор. Затем дети его связывают. Тем временем настоящего Святого Николая арестовывают как сообщника Кабана и, не веря ни его имени, ни дате его рождения (270 год после Рождества Христова), задерживают. Копы же ищут преступника в костюме Николая. И пока Поля «объясняет всё» копам, Кабан рассказывает Артёму о том, что он, когда был в детском доме, никогда не находил подарка на День Святого Николая под подушкой. А всё, что он хотел — это была пожарная машина и шоколадка, и потому не понимает, что это грабитель. Кабан фокусами ворует ценности из-под носа парня, а тот ничего не понимает. Когда приходит Поля, «Николай, детки, должен идти», но девушка заметила их ценную вещь из мешка Кабана, и поняла, что это вор. Затем дети его связывают. Затем дети его связывают его.

## В ролях
| Актёр                       | Роль              |
| --------------------------- | ----------------- |
| Максим Лучак                | Артём             |
| Василий Вирастюк            | «Кабан»           |
| Григорий Боковенко          | Николай           |
| Мария Ефросинина            | Мама              |
| Пшемыслав Циприаньский [pl] | Папа              |
| Иванка Бородай              | Поля              |
| Андрей Кронглевский         | бандит «Дрищ»     |
| Виталий Ажнов               | бандит «Рыжий»    |
| Вячеслав Рак                | Полицейский Юрко  |
| Татьяна Лаврушко            | Полицейская Злата |

## Производство

Украинский промо-постер № 1

### Смета
Фильм — один из победителей Десятого конкурсного отбора Госкино (2017). Общая смета фильма — 38,2 миллиона гривен, из них доля Госкино — 22,9 миллиона.

### Фильмирование
Фильмирование началось в декабре 2017 года и завершилось в мае 2018 года. Съёмки проходили в павильоне киностудии «Киевнаукфильм», на территории Национального музея народной архитектуры и быта Украины в Пирогово, в Киеве, на курорте Драгобрат и в селе Ясень Рожнятовского района Ивано-Франковской области.

### Музыка
Группа «O.Torvald» создала новую песню специально для фильма. Также участники группы появились в фильме в качестве камео.

## Релиз
В феврале 2018 стало известно, что украинским дистрибьютором фильма будет компания MMD. Кинотеатральный релиз ленты состоялся 13 декабря 2018 года .

## Телевизионная премьера
Телевизионная премьера фильма состоялась 15 декабря 2019 года на телеканале 1+1. С частью 13,58 % фильм вошел в десятку лучших передач недели.
В Италии состоялась премьера 23 декабря 2021 года на канале Rai Gulp.

## Зарубежный прокат
Первый зарубежный показ фильма состоялся 5 мая 2019 года в рамках фестиваля украинского кино «Украина в фокусе» в Тбилиси (Грузия).
Фильм дважды демонстрировался на международном фестивале Giffoni Film Festival в Джиффони-Валле-Пьяна (Италия) для детской аудитории более 1000 зрителей. Фильм получил награду за самый смешной и динамичный трейлер.

## Награды и номинации
| Список наград и номинаций | Список наград и номинаций | Список наград и номинаций                    | Список наград и номинаций | Список наград и номинаций | Список наград и номинаций |
| Кинофестиваль/ Кинопремия | Год                       | Категория                                    | Номинант(ы)               | Результат                 | Ист.                      |
| ------------------------- | ------------------------- | -------------------------------------------- | ------------------------- | ------------------------- | ------------------------- |
| Премия «Золотая дзига»    | 2019                      | Премия зрительских симпатий                  | Приключения S Николая     | Номинация                 | [ 19 ]                    |
| Giffoni Film Festival     | 2019                      | «COMIX Diverten TEEN Award»/funniest trailer | Приключения S Николая     | Победа                    | [ 18 ]                    |